# Muslim Association Party
Die Muslim Association Party (MAP) war eine politische Partei in Ghana. Sie wurde bereits im Unabhängigkeitsprozess der damaligen britischen Kolonie Goldküste im Jahr 1954 als Oppositionspartei zur Convention People’s Party (CPP) von Kwame Nkrumah mit regionalem Schwerpunkt im Norden des heutigen Ghana gegründet.

## Gründung und politische Ausrichtung
Die MAP entstand 1954 aus der Gold Coast Muslim Association, die ihrerseits bereits seit den frühen 1930er-Jahren bestand. Wie bereits die Namensgebung indiziert verfolgte die MAP im Wesentlichen die Interessenvertretung der im Norden des heutigen Ghana lebenden religiösen Minderheit der Muslims. Die MAP kann politisch der Zielrichtung der Northern Peoples’ Party (NPP) zugerechnet werden. Beide Parteien wurden im Zuge der Integration der nördlichen Regionen in die Kolonie Goldküste gegründet, da insbesondere die Bildungselite und die Führungselite der Nord-Stämme neben der Gesamtbevölkerung befürchtete durch den politischen Zusammenschluss mit den südlichen Akan-dominierten Regionen an Einfluss zu verlieren.

## Wahlergebnisse
Sowohl bei den Wahlen zur gesetzgebenden Versammlung (Legislative Assembley) am 15. Juni 1954, als auch bei den Wahlen am 17. Juli 1956 konnte die MAP jeweils einen von 104 Sitzen in der Versammlung erringen. Klarer Wahlsieger blieb die Convention People’s Party (CPP)

## Nach der Unabhängigkeit 1957
Bald nach der Unabhängigkeit Ghanas am 6. März 1957 wurde auf betrieben des damaligen Premierministers Kwame Nkrumah und späteren Präsidenten Ghanas ein Gesetz zur Verhinderung von Diskriminierung (Avoidence of Discrimination Act 1957, C.A. 38) erlassen. Dieses Gesetz Verbot jegliche Gruppierung mit einer Ausrichtung basierend auf ethnischer, religiöser, regionaler oder ähnlicher Ausrichtung mit Wirkung ab dem 31. Dezember 1957.
Der vollständige Titel des Gesetzes lautete:
Gesetz über das Verbot von Organisationen, die zur Propaganda die Zugehörigkeit zu einem Stamm, einer Region, einer Rasse oder einer Religion verwenden oder nutzen zum Nachteil einer Gemeinschaft oder um die Wahl von Personen aufgrund deren Zugehörigkeit zu einem Stamm, einer Region oder Religion oder ähnliche Zwecke zu sichern. (engl.: An Act to prohibit organizations using or engaging in tribal, regional, racial and religious propaganda to the detriment of any community, or securing the election of persons on account of their tribal, regional or religious affiliations and for other purpuse connected therewith.)
Die Muslim Association fiel aufgrund des deutlichen Bezuges zum Islam und zudem aufgrund der Ausrichtung der Interessen lediglich auf die nördlichen Regionen des heutigen Ghana unter das Gesetz und wurde so quasi über Nacht zu einer illegalen Gruppierung, obwohl sie im Parlament seit dein Wahlen 1954 vertreten war. Betroffen waren unter anderem die Parteien Anlo Youth Association, Togoland Congress, Northern Peoples’ Party und andere Organisationen wie auch Ga Shifimo Kpee.

## MAP – United Party
Um einem Parteienverbot aus dem Weg zu gehen, schlossen sich verschiedene Parteien Anfang 1958 zur United Party (Ghana) zusammen. Die UP setzte sich zusammen aus folgenden Parteien und Gruppierungen:
- National Liberation Movement (NLM)
- Anlo Youth Association (AYA)
- Togoland Congress (TC)
- Northern Peoples’ Party
- Muslim Association Party
- Ga Shifimo Kpee

Mit der Gründung der UP existierte offiziell die MAP nicht mehr. Neben der Nachfolgepartei United Party bestand in Ghana lediglich die Partei Nkrumahs, die Convention People’s Party (CPP) ab 1958.